# Diga di Barcis
La diga di Barcis, detta anche "Vecchia diga" dopo la costruzione dell'invaso di Ponte Antoi posto più a monte, è una diga costruita lungo il corso del torrente Cellina, in località "Rugo Valfredda", nel comune di Barcis.

## Struttura della diga
La diga è a gravità, nella quale sono presenti 6 luci sfioranti, delle quali però due sono riservati alla centrale idroelettrica ivi situata. La struttura originaria prevedeva 4 luci sfioranti più alla base due bocche sghiaiatrici, le quali, per problemi di perdite d'acqua furono in seguito chiuse. 

## Costruzione
Le prime fasi della costruzione della diga si attestano agli inizi del '900, quando la Società Italiana per la Promozione e Utilizzazione delle Forze Idrauliche del Veneto (dopo aver mutato ragione sociale in Società Italiana Utilizzazione Forze Idrauliche del Veneto, meglio nota come SIUFIV) iniziò la costruzione, di fronte al cimitero di Montereale Valcellina.
La località scelta per la costruzione dell'invaso, infatti, è localizzata tra il comune di Barcis e il comune di Montereale, in un luogo difficile da raggiungere, e quindi, per trasportare tutti i macchinari necessari, era necessario costruire una apposita strada lungo la quale trasportare mezzi e persone. La strada, oggi chiusa al traffico, è la ex strada statale 251, anche detta della Valcellina.
La scelta del luogo fu favorita dal fatto che in quel punto l'alveo del torrente era naturalmente diviso in due parti grazie a un masso. 
Costruita in pietra, alle prime prove di riempimento dell'invaso si notarono importanti perdite d'acqua localizzate alla base della diga; più esattamente localizzate vicino alle bocche sghiaiatrici, le quali furono in seguito chiuse mediante l'installazione di grandi cassoni pieni d'aria, e in seguito medianti importanti gettate in calcestruzzo; le perdite, tuttavia, non saranno mai del tutto tappate.

### Funzione dell'invaso
L'invaso aveva il compito di essere la "vasca di carico" per le centrali di Malnisio, Giais e Partidor, le quali non erano situate vicino al torrente e avevano bisogno, per funzionare, di un apposito canale derivatore e di un bacino di presa.

## La centrale
Dopo la fine della Seconda Guerra Mondiale, la richiesta di acqua e di energia elettrica era aumentata, e si pensò di utilizzare l'acqua accumulata nel bacino di Barcis a scopo elettroirriguo. 
Per questo motivo, tra il 1950 e il 1953 fu realizzata, in caverna, una centrale idroelettrica, predisposta per disporre di 2 gruppi generatori di tipo Kaplan. Il secondo gruppo fu tuttavia installato quasi trent'anni dopo, nel 1985, con il raddoppio anche delle centrale di San Foca e Villa Rinaldi.

## Dismissione
Dopo la dismissione delle centrali dell'asta vecchia (Malnisio, Giais e Partidor), la diga, oramai priva di una funzione, fu dismessa nei primi anni 90, mentre la centrale è ancora operativa.